# تاماریلوی کوتوله
تاماریلوی کوتوله (نام علمی: Solanum abutiloides) نام یک گونه از سرده بادنجان است.